# Abyssobrotula galatheae
Abyssobrotula galatheae är en fiskart som beskrevs av Nielsen, 1977. Abyssobrotula galatheae ingår i släktet Abyssobrotula och familjen Ophidiidae. Inga underarter finns listade i Catalogue of Life.